# Akademitcheskaïa (métro de Moscou, ligne Kaloujsko-Rijskaïa)
Pour les articles homonymes, voir Akademitcheskaïa.
Akademitcheskaïa (en russe : Академи́ческая et en anglais : Akademicheskaya) est une station de la ligne Kaloujsko-Rijskaïa (ligne 6 orange) du métro de Moscou, située sur le territoire du raïon Akademitcheski dans le district administratif sud-ouest de Moscou.

## Situation sur le réseau
Établie en souterrain, à 9 mètres sous le niveau du sol, la station Akademitcheskaïa est située au point 37+52 de la ligne Kaloujsko-Rijskaïa (ligne 6 orange), entre les stations Leninski prospekt (en direction de Medvedkovo), et Profsoïouznaïa (en direction de Novoïassenevskaïa).